# Antony (football)
Pour les articles homonymes, voir Antony (homonymie).
Antony Matheus dos Santos dit Antony, né le 24 février 2000 à Osasco au Brésil, est un footballeur international brésilien qui évolue au poste d'ailier droit à Manchester United Football Club.

## Biographie

### São Paulo
Natif d'Osasco au Brésil, Antony rejoint en 2010 le São Paulo FC, l'un des plus grands clubs du pays. En septembre 2018 il est intégré à l'équipe première avec ses coéquipiers Igor Gomes et Helinho. Il signe son premier contrat professionnel le 26 septembre 2018, courant jusqu'en 2023. Le 15 novembre suivant, il joue son premier match en professionnel lors d'une rencontre de championnat face au Grêmio Porto Alegre. Il entre en jeu en cours de partie ce jour-là, et les deux équipes font match nul (1-1). Il prend part à trois matchs lors de sa première saison.
Antony joue son premier match en Copa Libertadores le 14 février 2019, contre le CA Talleres (0-0).

### Ajax Amsterdam
Le 22 février 2020, Antony est recruté par l'Ajax Amsterdam pour 16 millions d'euros. Le transfert prend effet au 1er juillet 2020. Il joue son premier match sous ses nouvelles couleurs le 13 septembre 2020, lors de la première journée de la saison 2020-2021 d'Eredivisie face au Sparta Rotterdam. Titularisé sur l'aile droite de l'attaque de l'Ajax, il se fait remarquer en inscrivant son premier but pour sa nouvelle équipe, le seul de la partie, permettant donc aux siens de s'imposer,.
Le 2 décembre 2021, Antony réalise son premier doublé avec l'Ajax, lors d'un match de championnat face à Willem II Tilburg. Il contribue ainsi à la large victoire de son équipe par cinq buts à zéro.

### Manchester United
Le 30 août 2022, Manchester United et l'Ajax Amsterdam ont trouvé un accord pour le transfert d'Antony sous réserve de sa visite médicale et de son visa britannique. Et c'est lors du dernier jour de mercato que Manchester United annonce sa signature pour cinq ans et une année en option contre une indemnité de 95 M€,.

#### Real Betis
Le 25 janvier 2025, lors du mercato hivernal, Antony est prêté au Real Betis Balompié pour la deuxième partie de la saison 2024-2025 du Championnat d'Espagne de football.
Antony marque son premier but pour le Betis dès sa deuxième apparition pour le club, le 8 février 2025 contre le Celta de Vigo, en championnat. Auteur de l'ouverture du score à la dixième minute de jeu, il ne peut empêcher la défaite des siens.

### En équipe nationale
Antony joue trois matchs avec l'équipe du Brésil espoirs en 2019, inscrivant un but contre l'équipe de France des moins de 18 ans lors du tournoi Maurice Revello. En juin 2021, Antony est sélectionné avec l'équipe du Brésil olympique afin de participer aux Jeux olympiques d'été de 2020, ayant donc lieu en 2021.
En septembre 2021, Antony est convoqué pour la première fois avec le Brésil par le sélectionneur Tite. Il honore sa première sélection le 8 octobre 2021 contre le Venezuela pour les qualifications de la coupe du monde 2022. Il rentre en jeu à la 77e minutes à la place de Gabriel Jesus et marque son premier but en sélection dans le temps additionnel ( victoire du Brésil 3 buts à 1 ),.
Le 7 novembre 2022, il est sélectionné par Tite pour participer à la Coupe du monde 2022.

## Statistiques
| Saison                | Club                  | Championnat           | Championnat | Championnat | Championnat | Coupe(s) nationale(s) | Coupe(s) nationale(s) | Coupe(s) nationale(s) | Supercoupe | Supercoupe | Supercoupe | Compétition(s) continentale(s) | Compétition(s) continentale(s) | Compétition(s) continentale(s) | Compétition(s) continentale(s) | Ligue régionale | Ligue régionale | Ligue régionale | Total | Total | Total |
| Saison                | Club                  | Division              | M.          | B.          | P.d.        | M.                    | B.                    | P.d.                  | M.         | B.         | P.d.       | Comp.                          | M.                             | B.                             | P.d.                           | M.              | B.              | P.d.            | M.    | B.    | P.d.  |
| 2018                  | São Paulo FC          | Série A               | 3           | 0           | 0           | -                     | -                     | -                     | -          | -          | -          | CS                             | -                              | -                              | -                              | -               | -               | -               | 3     | 0     | 0     |
| 2019                  | São Paulo FC          | Série A               | 29          | 4           | 6           | 1                     | 0                     | 0                     | -          | -          | -          | CL                             | 1                              | 0                              | 0                              | 14              | 2               | 0               | 45    | 6     | 6     |
| 2020                  | São Paulo FC          | Série A               | -           | -           | -           | -                     | -                     | -                     | -          | -          | -          | CL                             | 2                              | 0                              | 0                              | 2               | 0               | 0               | 4     | 0     | 0     |
| Sous-total            | Sous-total            | Sous-total            | 32          | 4           | 6           | 1                     | 0                     | 0                     | 0          | 0          | 0          | -                              | 3                              | 0                              | 0                              | 16              | 2               | 0               | 52    | 6     | 6     |
| 2020-2021             | Ajax Amsterdam        | Eredivisie            | 32          | 9           | 8           | 4                     | 0                     | 2                     | -          | -          | -          | C1+C3                          | 4+6                            | 1+0                            | 0+0                            | -               | -               | -               | 46    | 10    | 10    |
| 2021-2022             | Ajax Amsterdam        | Eredivisie            | 23          | 8           | 4           | 3                     | 2                     | 2                     | -          | -          | -          | C1                             | 7                              | 2                              | 4                              | -               | -               | -               | 33    | 12    | 10    |
| 2022-2023             | Ajax Amsterdam        | Eredivisie            | 2           | 1           | 2           | -                     | -                     | -                     | 1          | 1          | 0          | C1                             | -                              | -                              | -                              | -               | -               | -               | 3     | 2     | 2     |
| Sous-total            | Sous-total            | Sous-total            | 57          | 18          | 14          | 7                     | 2                     | 4                     | 1          | 1          | 0          | -                              | 17                             | 3                              | 4                              | -               | -               | -               | 82    | 24    | 22    |
| 2022-2023             | Manchester United     | Premier League        | 25          | 4           | 2           | 10                    | 2                     | 1                     | -          | -          | -          | C3                             | 9                              | 2                              | 0                              | -               | -               | -               | 44    | 8     | 3     |
| 2023-2024             | Manchester United     | Premier League        | 29          | 1           | 1           | 5                     | 2                     | 1                     | -          | -          | -          | C1                             | 4                              | 0                              | 0                              | -               | -               | -               | 38    | 3     | 2     |
| 2024-2025             | Manchester United     | Premier League        | 8           | 0           | 0           | 2                     | 1                     | 0                     | 0          | 0          | 0          | C3                             | 4                              | 0                              | 0                              | -               | -               | -               | 14    | 1     | 0     |
| Sous-total            | Sous-total            | Sous-total            | 62          | 5           | 3           | 17                    | 5                     | 2                     | 0          | 0          | 0          | -                              | 17                             | 2                              | 0                              | -               | -               | -               | 96    | 12    | 5     |
| 2024-2025             | Real Betis (prêt)     | Liga                  | 17          | 5           | 2           | 0                     | 0                     | 0                     | 0          | 0          | 0          | C4                             | 9                              | 4                              | 3                              | -               | -               | -               | 26    | 9     | 5     |
| Total sur la carrière | Total sur la carrière | Total sur la carrière | 167         | 32          | 25          | 25                    | 7                     | 6                     | 1          | 1          | 0          | -                              | 46                             | 9                              | 7                              | 16              | 2               | 0               | 255   | 51    | 38    |

### En sélection
| Saison                | Sélection             | Phases finales        | Phases finales | Phases finales | Phases finales | Éliminatoires | Éliminatoires | Éliminatoires | Éliminatoires | Amicaux | Amicaux | Amicaux | Total | Total | Total |
| Saison                | Sélection             | Comp.                 | M.             | B.             | P.d.           | Comp.         | M.            | B.            | P.d.          | M.      | B.      | P.d.    | M.    | B.    | P.d.  |
| --------------------- | --------------------- | --------------------- | -------------- | -------------- | -------------- | ------------- | ------------- | ------------- | ------------- | ------- | ------- | ------- | ----- | ----- | ----- |
| 2021                  | Brésil                | -                     | -              | -              | -              | CdM 2022      | 5             | 1             | 0             | -       | -       | -       | 5     | 1     | 0     |
| 2022                  | Brésil                | Coupe du monde 2022   | 4              | 0              | 0              | CdM 2022      | 4             | 1             | 2             | 2       | 0       | 0       | 10    | 1     | 2     |
| 2023                  | Brésil                | -                     | -              | -              | -              | -             | -             | -             | -             | 1       | 0       | 0       | 1     | 0     | 0     |
| Total sur la carrière | Total sur la carrière | Total sur la carrière | 4              | 0              | 0              | -             | 9             | 2             | 2             | 3       | 0       | 0       | 16    | 2     | 2     |

Matchs internationaux
Le tableau suivant liste les rencontres de l'équipe du Brésil dans lesquelles Brésil a été sélectionné depuis le 8 octobre 2021 jusqu'à présent :

#### Buts internationaux
| Buts internationaux d'Antony | Buts internationaux d'Antony | Buts internationaux d'Antony | Buts internationaux d'Antony | Buts internationaux d'Antony | Buts internationaux d'Antony | Buts internationaux d'Antony | Buts internationaux d'Antony | Buts internationaux d'Antony |
| 0                            | Date                         | Lieu                         | Compétition                  | Résultat                     | Adversaire                   | Détail                       | Détail                       | Sél.                         |
| ---------------------------- | ---------------------------- | ---------------------------- | ---------------------------- | ---------------------------- | ---------------------------- | ---------------------------- | ---------------------------- | ---------------------------- |
| 1er                          | 8 octobre 2021               | Estadio Olímpico, Caracas    | Éliminatoires CDM 2022       | 1 - 3                        | Venezuela                    | 90+5e                        | 1 - 3                        | 1re                          |
| 2e                           | 2 février 2022               | Mineirão, Belo Horizonte     | Éliminatoires CDM 2022       | 4 - 0                        | Paraguay                     | 86e                          | 3 - 0                        | 7e                           |

## Palmarès

### En club
| Ajax Amsterdam (3) | Manchester United (2) | Betis Séville (0)                                 |
| --- | --- | ------------------------------------------------- |
| - Championnat des Pays-Bas (2) : - Champion en 2021 et 2022 - Coupe des Pays-Bas (1) : - Vainqueur en 2021 - Supercoupe des Pays-Bas (0) : - Finaliste en 2021, 2022 | - Coupe d'Angleterre (1) : - Vainqueur en 2024 - Coupe de la Ligue (1) : - Vainqueur en 2023 - Community Shield (0) : - Finaliste en 2024 - Ligue Europa (0) : - Finaliste en 2025 | Ligue Europa Conférence (0) : - Finaliste en 2025 |

### En sélection nationale
| Brésil olympique (1)                        |
| ------------------------------------------- |
| - Jeux olympiques (1) : - Vainqueur en 2020 |